# Johan Leysen
Johan Leysen (ur. 19 lutego 1950 w Hasselt, w Belgii, zm. 30 marca 2023) – belgijski aktor filmowy.

## Kariera
Od 1974 studiował w szkole teatralnej Studio Herman Teirlinck. Jego kariera rozpoczęła się w różnych holenderskich teatrach. Debiutował na ekranie w belgijskim dramacie Rubens (Rubens, schilder en diplomaat, 1977), grając tytułowego słynnego malarza flamandzkiego Petera Paula Rubensa. Rola profesora w dramacie Jean-Luca Godarda Zdrowaś Mario (Je vous salue, Marie, 1985) spowodowała, że przeniósł się do Francji. Grał liczne role filmowe, głównie w produkcjach francuskich, ale także holenderskich i różnych międzynarodowych, a nade wszystko pracował w teatrze.

## Filmografia
- 1977: Rubens (Rubens, schilder en diplomaat) jako Rubens
- 1981: Dziewczyna o rudych włosach (Het meisje met het rode haar) jako Frans
- 1982: Le Lit jako dr Bruno Nanteuil
- 1985: Zdrowaś Mario (Je vous salue, Marie) jako profesor
- 1987: Makbet (Macbeth) jako Banco
- 1988: Kamień filozoficzny (L'Œuvre au noir) jako Rombaut
- 1990: Romeo jako Matthijs
- 1991: Romans Eline Vere (Eline Vere) jako Henk van Raat
- 1992: Daens jako Schmitt
- 1993: Dzieci swinga (Swing Kids) jako pan Schumler
- 1996: Zbuntowana załoga (True Blue) jako Daniel Topolski
- 1998: Pociąg życia (Train de vie) jako Szmecht
- 1998: Felice...Felice... jako Felice Beato
- 1999: Mates (TV) jako oficer Blaak
- 2000: Król tańczy (Le roi danse) jako Robert Cambert
- 2001: Srogie dusze (Les âmes fortes) jako Rampal
- 2001: Braterstwo wilków (Le pacte des loups) jako Antoine de Beauterne
- 2002: Tatuaż (Tattoo) jako Frank Schoubya
- 2002: Mila księżycowego światła (Moonlight) jako ojciec
- 2003: Grimm jako Vader
- 2005: Cudze szczęście (Een ander zijn geluk) jako Francis
- 2010: Amerykanin (The American) jako Pavel
- 2011: Jeanne captive jako dowódca straży
- 2013: Młoda i piękna (Jeune et Jolie) jako Georges Ferriere, starszy klient Isabelle
- 2013: Cadences obstinées jako Władimir
- 2014: Zaginiony (The Missing, serial BBC One) jako Karl Sieg
- 2015: La Volante jako Éric Lemans
- 2015: Zupełnie Nowy Testament (Le Tout Nouveau Testament) jako mąż Martine